# Arthur Widmer (Spezialeffektkünstler)
Arthur Widmer (* 25. Juli 1914 in Washington, D.C.; † 28. Mai 2006 in Los Angeles (CA)) war ein amerikanischer Spezialeffektpionier, der bei der Oscarverleihung 2005 mit einem Academy Award of Commendation für sein Lebenswerk ausgezeichnet wurde.